# 埃塔瓦縣
埃塔瓦縣是印度的一個縣，位於該國北部，由北方邦負責管轄，面積2,434平方公里，每年平均降雨量792毫米，識字率為70.14%，2001年普查人口總數為1,338,871人，人口密度每平方公里550人。

## 外部連結
- 官方网站

26°47′24″N 79°01′12″E / 26.79000°N 79.02000°E